# Au Pérou avec Los Calchakis
Au Pérou avec Los Calchakis es un disco de estudio de Los Calchakis, grabado en 1965 con el sello Barclay, filial de la casa francesa ARION.
Este álbum se lanzó en el contexto del notable éxito que estaba cosechando la música latinoamericana en Francia de la mano de otras agrupaciones como Los Chacos o Los Incas, además de ser la continuación de su exitoso predecesor En Bolivie avec Los Calchakis.

## Lista de canciones
| N.º | Título                 | Música                                  | Duración |  |
| 1.  | «Vírgenes del Sol»     | Jorge Bravo de la Rueda                 |          |  |
| 2.  | «Mensaje costeño»      | Huayta y Amaru                          |          |  |
| 3.  | «Amarraditos»          | Margarita Durán y Pedro Belisario Pérez |          |  |
| 4.  | «Pariwana»             | Huayta y Amaru                          |          |  |
| 5.  | «Destino»              | Daruy                                   |          |  |
| 6.  | «Mi compadre Nicolás»  | Porfirio Vázquez                        |          |  |
| 7.  | «Se fue el carnaval»   | Huayta y Amaru                          |          |  |
| 8.  | «Alcatraz»             | Mano                                    |          |  |
| 9.  | «Motivos andinos»      | Albaca                                  |          |  |
| 10. | «Palomita torcacita»   | Huayta y Amaru                          |          |  |
| 11. | «La flor de la canela» | Chabuca Granda                          |          |  |

## Integrantes
- Héctor Miranda
- Ana María Miranda (Huaÿta)
- Guillermo de la Roca
- Joel Perri (Amaru)
- Nicolás Pérez González
- Gonzalo Reig